# Anthony Quinn
Anthony Quinn, vlastním jménem Antonio Rudolfo Oaxaca Quinn, (21. dubna 1915, Chihuahua, Mexiko – 3. června 2001, Boston, USA) byl mexicko-americký herec, malíř a scenárista, dvojnásobný držitel ceny Americké filmové akademie Oscar.

## Život
Narodil se irskému otci a mexické matce aztécké národnosti. Ačkoliv se narodil v Mexiku a po matce byl mexický Indián, vyrůstal v městečku Boyle Heights nedaleko od Los Angeles. Jeho rodiče bojovali na počátku 20. století v mexické občanské válce na straně vzbouřeneckého generála Pancho Villy a po jeho pádu museli uprchnout do USA. Otec si našel práci kulisáka v hollywoodských ateliérech. Nicméně předčasně zahynul při autonehodě a malý Anthony musel živit rodinu sám. Pracoval v pomocných dělnických povoláních a toužil stát se profesionálním boxerem. Nicméně měl jak výtvarné tak i hudební nadání, takže vystupoval s orchestrem při bohoslužbách. Pro studium architektury na vysoké škole se potřeboval zdokonalit v angličtině a proto se přihlásil do hereckého kurzu, což se mu stalo osudným. Herectví se mu postupně velmi zalíbilo.
Pro svůj exotický vzhled byl v americkém filmu velmi často využíván do rolí zločinců mexického nebo indiánského původu, dále do rolí tajemných cizinců, drsných revolucionářů a všelijakých zloduchů. Velmi často hrál ve westernech a dobrodružných či kriminálních filmech. Zpočátku vystupoval pouze v malých a vedlejších rolích, nicméně se postupně vypracoval v uznávanou a obdivovanou hollywoodskou hvězdu.
Měl syna Francesca, který byl taktéž hercem.

## Filmografie, výběr
- 1941 Sedmá kavalérie
- 1952 Viva Zapata! (role:Eufemio Zapata, Oscar za výkon ve vedlejší roli)
- 1954 Silnice
- 1956 Zvoník od Matky boží (role:Quasimodo)
- 1957 Žízeň po životě (role: malíř Paul Gauguin, Oscar za výkon ve vedlejší roli)
- 1959 Poslední vlak z Gun Hillu
- 1961 Děla z Navarone
- 1962 Lawrence z Arábie
- 1964 Řek Zorba
- 1968 Zbraně pro San Sebastian
- 1993 Poslední akční hrdina
- 2002 Ve jménu Angela